# Jody Pinto
Jody Pinto (Nueva York, 1942) es una artista ambiental estadounidense conocida internacionalmente por sus obras urbanas in situ. En sus trabajos como artista, ha desarrollado más de cuarenta colaboraciones en países como Estados Unidos, Japón e Israel. Como activista feminista, fundó y estuvo activa durante cuatro años en la ONG Women Organized Against Rape (WOAR), dedicada a la lucha contra la violencia sexual.

## Trayectoria
Pinto nació en la ciudad de Nueva York en 1942 en el seno de una familia de artistas y continuó con este legado tanto en su educación como con su activismo. Asistió a la Academia de Bellas Artes de Pensilvania, donde ganó la beca de viaje conmemorativa William Emlen Cresson, con la que pudo financiar viajes por Europa después de su graduación. Obtuvo su BFA, Bachiller en Bellas Artes, en la Universidad de las Artes de Filadelfia.
Las primeras obras de Pinto confrontan la naturaleza con la performance en la pieza de excavación de 1976 Triple Well Enclosure, que explora la excavación y el entierro. Su obra nunca fue rechazada por el público, principalmente porque consideraba que su ética de trabajo estaba muy atenta a lo que el cliente y el público querían de la pieza. Tras un descanso de cuatro años para centrarse en WOAR, volvió a su arte con la perspectiva de cambiar la vida de las personas a través de su trabajo. Su activismo le proporcionó nuevas perspectivas y le ayudó a aprender a hablar con la gente, lo que le permitió establecer vínculos a través de su arte.

### Obras
En 1987, Pinto completó su primera obra de arte público permanente a gran escala, titulado Fingerspan. Es un puente metálico cubierto de 59 pies (17,98 metros) que conecta dos acantilados en forma de dedo doblado.
En el año 2000, la colaboración de Pinto en el proyecto BIG (Beach Improvement Group), en San Diego (California), consistió en varias instalaciones como baños, bancos adosados a paredes, senderos y el mirador "Beacon Overlook". También ajardinaron y restauraron el Pacific Palisades como área diseñada para entrenamiento y espacio acondicionado para la práctica de ajedrez. En el mismo año, en la ciudad Tōkamachi, en Japón, Pinto creó el proyecto Light Islands. Esta obra consistió en la instalación de tubos en fibra de vidrio iluminados por fibra óptica interior.
En 2008, realizó una obra permanente en la estación de Third Street / Convention Center en Charlotte, Carolina del Norte. La obra consta de veinte marquesinas de fibra de vidrio que ofrecen iluminación y además sirven de refugio a los usuarios durante las inclemencias del tiempo. Las marquesinas varían en altura desde 9 pies (3 metros), 11 pies (3 metros) y 13 pies (4 metros), y son de color verde o baya.
En 2014, Pinto creó una pieza llamada Land Buoy, una escalera de caracol de metal, de 55 pies (16 metros) de altura. Esta instalación ofrece tanto vista al océano como al muelle de Washington Avenue en el río Delaware en el sur de Filadelfia.

### WOAR
Jody Pinto fundó el centro de crisis de violación Women Organized Against Rape en 1972. Luego de ver cómo una amiga cercana fue tratada luego de ser violada, Pinto sintió que el sistema le estaba fallando a la mujer que estaba pasando por este trauma y decidió pasar a la acción y así nació WOAR. Esta organización fue creada a través de voluntarios durante el 52 aniversario del Sufragio Femenino. WOAR fue el primer centro en organizar instituciones de la ciudad de Filadelfia para procesar la violación como un delito, y también fue el primer centro de crisis por violación en obtener acceso directo a la emergencias hospitalarias de una gran ciudad. Pinto se desempeñó como directora hasta 1974. La activista en sus funciones con WOAR encontró un gran beneficio en trabajar junto a los políticos visibilizando cuán impactante una posición política sobre la violencia sexual podría afectar su imagen pública e influencia. Y sirvió para describir cómo un político de Filadelfia que no trabajaba con una organización como WOAR se consideraba un suicidio político. WOAR continúa su trabajo hoy (2021) asociándose con la comunidad en su misión de eliminar la violencia sexual y brindar servicios a quienes la hayan experimentado.

## Reconocimientos
Pinto ganó un premio en el Fondo Nacional de las Artes en 1979. En 1992, Steve Martino y Jody Pinto recibieron un Premio de Honor por su trabajo en el Proyecto Papago Park/ City Boundary en Phoenix, Arizona. Pinto recibió el Premio al Mérito de la ASLA, Nueva York 1993, Beca de la Fundación para las Artes de Nueva York Southern Avenue Streetscape, Patrick Park Plaza, Valley Forward, Honeywell, Premio a la Excelencia Ambiental “Crescordia”, también en Phoenix. En 1994 recibió una Beca de la Fundación Joan Mitchell. En 2002, Pinto y los colaboradores en el proyecto BIG (Beach Improvement Group) de Santa Mónica (California) recibieron el Premio Nacional de Honor de Diseño de ASLA.

## Exposiciones
El trabajo de Pinto se incluyó en Sensibilidades extendidas, "la primera exposición que aborda la homosexualidad como tema de arte", en el New Museum de Nueva York en 1982.

## Colecciones
El trabajo de Pinto se encuentra en muchas colecciones permanentes que incluyen:
- Museo de Arte Moderno de Nueva York, NY.[17]
- Museo Whitney de Arte Americano, Nueva York, NY.[18]

## Trabajo académico
Pinto comenzó a enseñar en PAFA en 1978. Mientras estuvo allí, comenzó el primer programa de artistas visitantes para traer artistas contemporáneos para hablar en la escuela. Enseñó en PAFA durante 40 años y se jubiló en 2018.